# Klan Maclean
Maclean (gael. MacGhille Eoin) – szkockie nazwisko i nazwa klanu.